# Corona di Santo Stefano
(Papa Giovanni Paolo II, Epistola apostolica diretta al popolo cattolico di Ungheria a compimento del "Millennio ungarico")

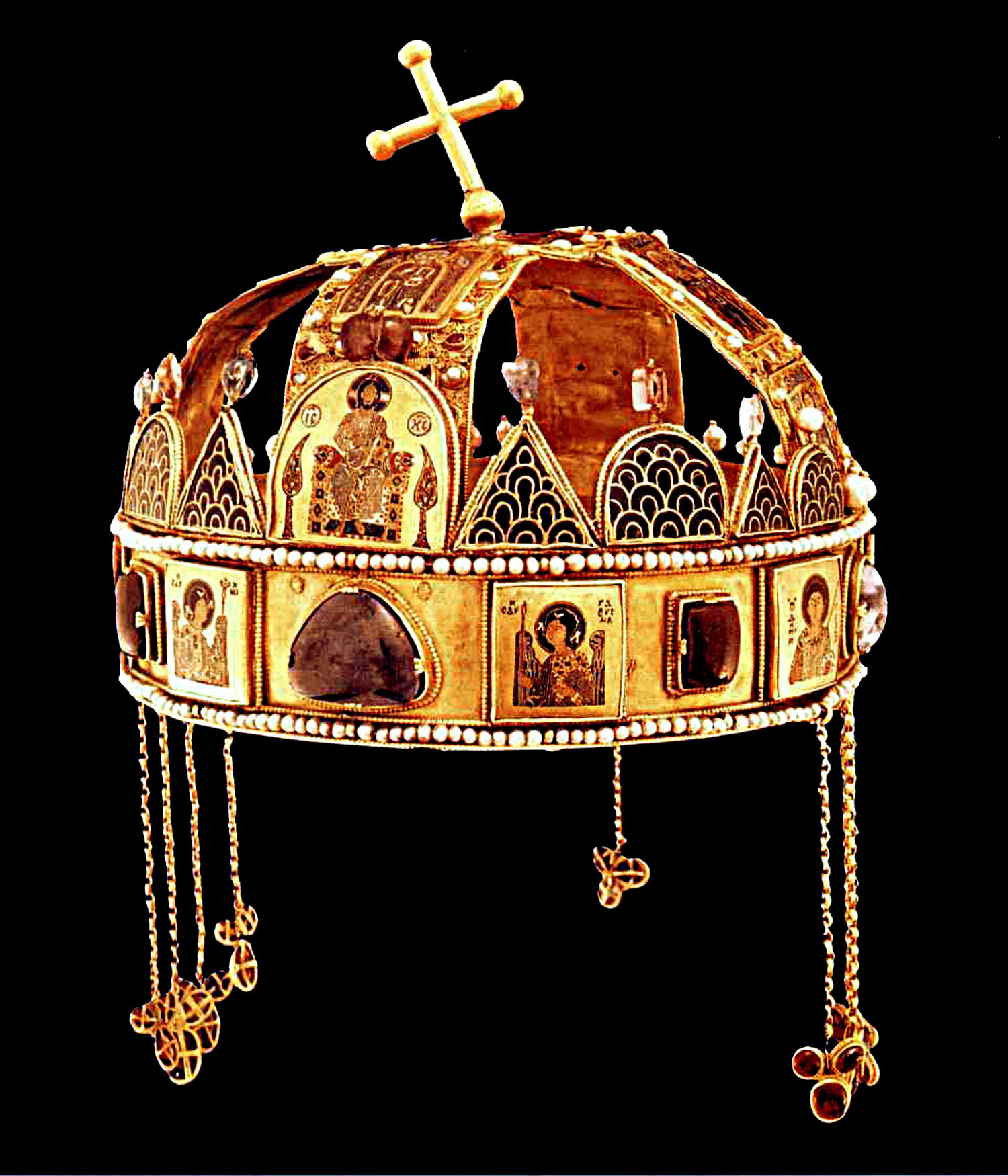
La corona di Santo Stefano

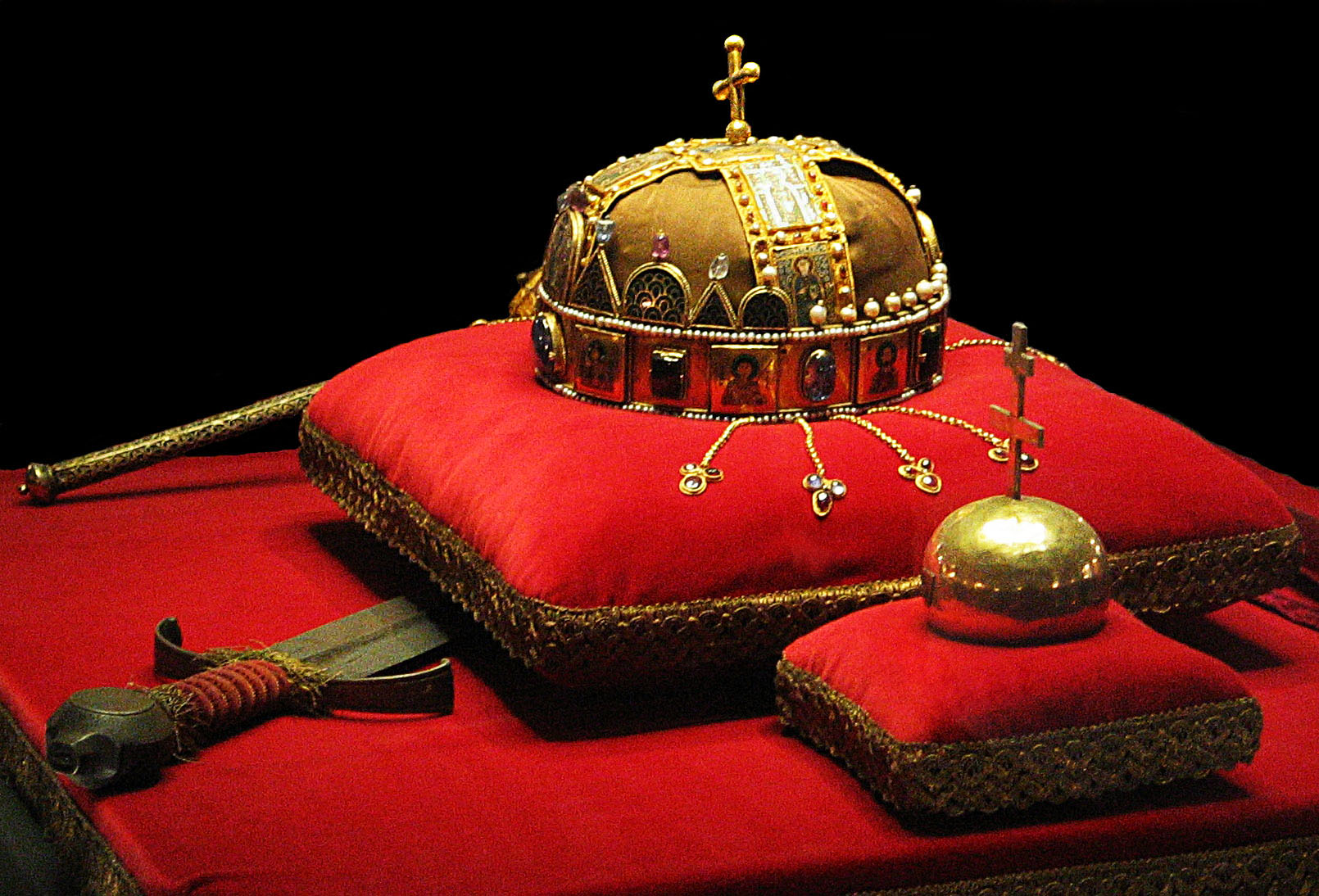
La Corona insieme alle altre regalìe.

La corona di Santo Stefano che sormonta lo stemma dell'Ungheria

La Corona di Santo Stefano, detta anche Sacra Corona d'Ungheria (in ungherese: Szent Korona; titolo latino: Sacra, Angelica, et Apostolica Regni Hungariae Corona), fu usata per incoronare i re d'Ungheria dal XIII secolo in avanti. La Corona era legata alle Terre della Corona di Santo Stefano. Nessun re d'Ungheria era considerato legittimato se non fosse stato incoronato con tale corona.

## Origine della Corona di Santo Stefano
L'incoronazione di Stefano, primo re d'Ungheria, cristiano, che fu poi canonizzato Santo Stefano, segna l'inizio dello stato ungherese. La data è di solito considerata come il giorno di Natale del 1000, o il 1º gennaio 1001. Si discute se la corona attualmente esistente sia effettivamente quella originale, inviata a Stefano I d'Ungheria da Papa Silvestro II nell'anno 1000. Nel 1038 Stefano I morì senza eredi diretti (dopo la morte tragica dell'unico figlio, il Principe Enerico). Sul letto di morte, il re nominò suo legittimo successore il veneziano Pietro Orseolo e - secondo quanto tramandato - consacrò il Paese alla Vergine Maria, dichiarandola Patrona Hungariae.
Un'ipotesi collega, per forme e vicende, l'origine - almeno ideale - di questa famosa corona nella tradizione dei diademi imperiali romani (il più famoso dei quali appartenne a Costantino il Grande) da applicare all'elmo militare dell'imperator. In questo ed in altri punti della propria storia e delle proprie caratteristiche, questa corona potrebbe essere collegata ad un'altra famosa corona, quella ferrea di Monza, di origine romano-gotico-longobarda.

## La Sacra Corona d'Ungheria

### Composizione

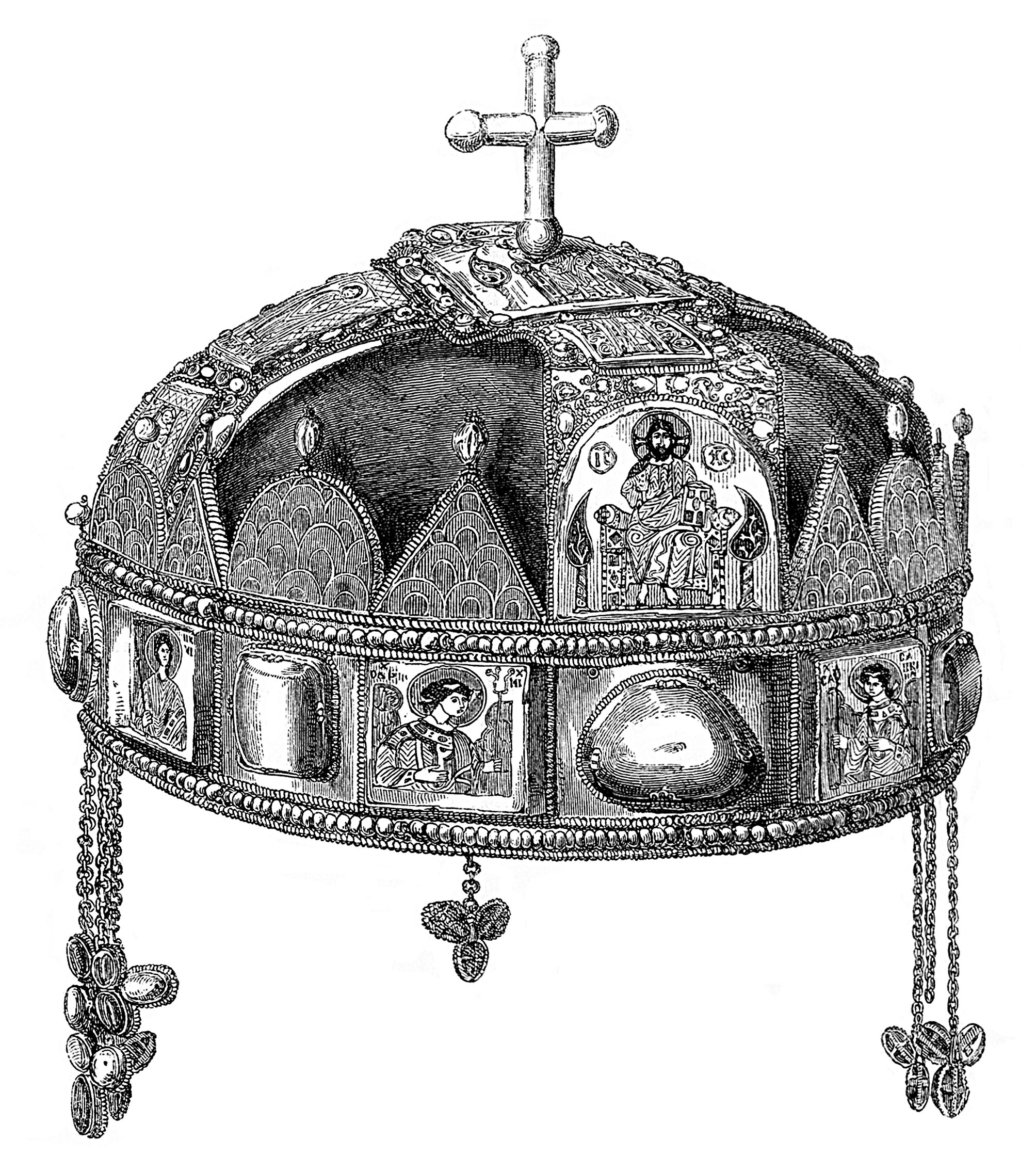
Corona di Santo Stefano, 1857

Secondo molti storici ungheresi la corona di Santo Stefano è quella originale, questo fatto è però dibattuto, in quanto ci sarebbero alcuni particolari che all'epoca sarebbero sembrati sacrileghi, come la piccola croce d'oro sulla cima della corona che è fissata con una vite che penetra nella figura del Cristo.
Alcune figure dei Dodici Apostoli si sovrappongono e perciò la corona, così com'è attualmente, potrebbe essere considerata un insieme di vecchie componenti, appartenute ad altre corone: questa ipotesi è supportata dall'inusuale forma della corona.
Secondo un'altra teoria, avvalorata dalle disposizioni delle scritte greche e latine, la corona consisterebbe principalmente di due pezzi: la parte inferiore, greca, e la parte superiore latina.

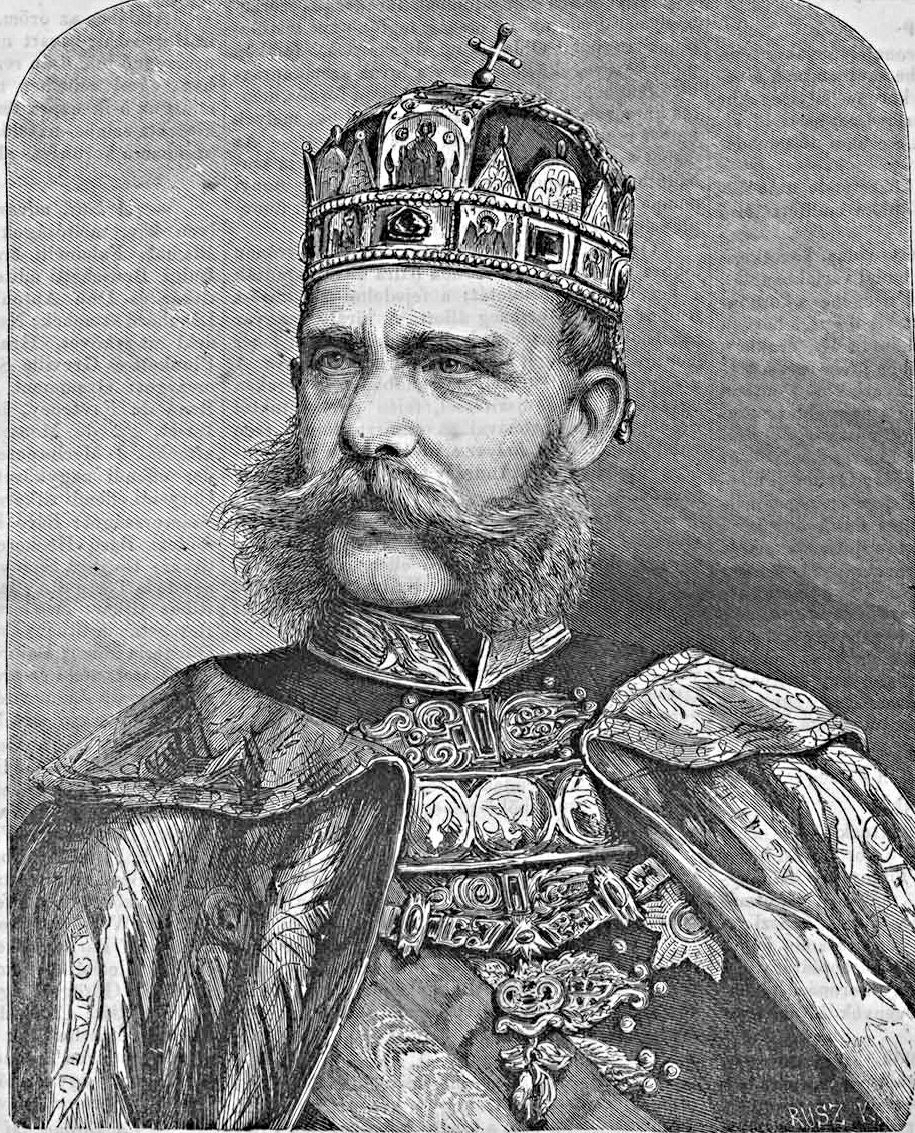
Francesco Giuseppe I d'Asburgo incoronato re d'Ungheria con la Sacra Corona

Secondo questa teoria la parte inferiore sarebbe quindi appartenuta a una corona bizantina, che potrebbe farsi risalire al 1070, stando ad una possibile interpretazione dalla scritta greca Geovitsas pistos krales tourkias posta di fianco all'immagine di un re ungherese. La scritta significa Gueovicha, il fedele re dei Turchi, dove Geovitsas deriverebbe dall'ungherese antico Gyeicha, letto da qualcuno come equivalente del nome del re ungherese Géza (mentre in kral sarebbe da riconoscere la parola ungherese Király, re appunto). Si tratterebbe quindi di Geza I d'Ungheria, andato in sposo alla principessa bizantina Synadene e sul trono del regno danubiano tra 1074 - 1077. Geza avrebbe ricevuto la corona dall'imperatore romano d'Oriente Michele VII Ducas (sul trono tra 1071 e 1078). Ma altre interpretazioni sono possibili, essendo il nome Geza frequente tra i re ungheresi.
Secondo altri si tratterebbe di una corona femminile e quindi destinata in origine alla principessa bizantina Synadene, moglie del re ungherese Géza.
La parte superiore, decorata da smalti di produzione occidentale e da scritte in lingua latina, sarebbe una calotta cruciforme aggiunta successivamente (forse proveniente da una precedente corona).
La parte superiore a forma di croce potrebbe, secondo la tradizione popolare, recare un particolare simbolismo: la croce è inclinata ed il suo fusto forma un angolo col resto del copricapo e ne costituisce caratteristica peculiare. Ci sono state varie teorie sulle ragioni di questa inclinazione: alcune collegano l'inclinazione con quella della terra, mentre quella popolare maggiormente diffusa collega l'inclinazione con l'instabilità e la disgrazia del popolo ungherese. Un'ispezione attenta della corona ha però stabilito che l'inclinazione è dovuta ad un danno subito dalla corona per una caduta.

### Il concetto della personalità legale della Corona
L'oro grezzo della Corona e il valore dei gioielli sono stati stimati in circa 20.000 fiorini d'oro dell'inizio del XIX secolo, ma i valori storico, artistico, spirituale e simbolico sono incommensurabili. Carlo I d'Ungheria dovette essere incoronato tre volte finché non lo fu con la Corona di Santo Stefano, nel 1310, perché solo in questo modo il re era veramente legittimato. Un altro e più recente esempio del potere della Corona fu che l'Ungheria - dopo che l'ultimo re d'Ungheria, Carlo IV cercò e fallì la restaurazione del trono nel 1921 - rimase un regno senza re fino al 1946.
Tra il 1921 e il 1946 la Vergine Maria sarebbe stata considerata come monarca formale d'Ungheria, ma a ciò non fu dato credito, all'epoca, per la fede protestante del reggente Miklós Horthy. L'idea che veniva preferita all'epoca era Szent Korona Állameszmény, cioè la Sacra Corona considerata come titolare di personalità giuridica e quindi tutti i poteri del monarca o del governo avevano origine dalla Corona: un monarca o un reggente erano formalmente visti come strumenti della corona. Infatti secondo l'antica legge ungherese, è re chi possiede fisicamente la corona.
L'immagine della Sacra Corona nell'araldica ungherese e nei simboli ufficiali dello Stato è largamente usata ed è lo stemma ufficiale dello stato ungherese.
Gli ungheresi in genere hanno grande rispetto per la Corona come simbolo della sopravvivenza della nazione attraverso un millennio di storia turbolenta nell'Europa centrale e come simbolo della nazione stessa.

### I Regalia nei tempi moderni

La corona di Santo Stefano in araldica.

La Sacra Corona ha avuto una vita densa di avvenimenti, che l'hanno portata ad essere rubata, nascosta, perduta, ritrovata e portata all'estero molte volte. L'ultima volta è tornata in Ungheria dagli Stati Uniti nel 1978, dove era stata portata dopo la seconda guerra mondiale per motivi di sicurezza, come si disse. Dopo ricerche atte ad appurare l'autenticità della Corona, fu restituita su ordine del Presidente Jimmy Carter. La maggior parte della conoscenza accademica riguardo alla corona ungherese nasce appunto da questa ricerca moderna. Dopo la caduta del comunismo, la Corona tornò nello stemma dell'Ungheria nel 1990, dato che l'Assemblea Nazionale scelse lo stemma prebellico con la Corona al posto di quello socialista.
Unico caso in Europa, questa corona conserva tutti i gioielli medievali che la componevano. Il 1º gennaio 2000 la Sacra Corona d'Ungheria fu trasferita presso il Parlamento ungherese a Budapest dal Museo Nazionale Ungherese, insieme allo scettro, al globus cruciger e alla spada di Santo Stefano, mentre il grande Mantello dell'Incoronazione rimane in una teca di vetro riempita con uno speciale gas nel Museo Nazionale, a causa della sua estrema delicatezza. Diversamente dalla Corona e dalle insegne che la accompagnano, il mantello (che in origine era rosso) è considerato originale di Stefano I, risalente al 1030 circa. I documenti descrivono l'indumento come dono fatto a mano dalla regina e dalle suore, che reca l'unico ritratto conosciuto del re (che tra l'altro, mostrerebbe una corona che non sarebbe quella attuale). L'inscrizione circolare in latino identifica il mantello come indumento liturgico dei vescovi.
Lo scettro è considerato il pezzo di maggior valore dell'intera gamma di reliquie del re. Contiene una solida palla di cristallo decorata con leoni incisi, un raro prodotto dell'Impero dei Fatimidi del X secolo. L'impugnatura consiste in un bastone di legno circondato da sottili ornamenti di argento lavorato. L'unico indumento mancante del re sono le sue calze, deteriorate per il fatto che furono seppellite nel 1945 durante la guerra.
La spada cerimoniale della collezione della Sacra Corona è un prodotto italiano del XIV secolo. La spada originale di Stefano I si trova nella Cattedrale di San Vito a Praga dal 1368. Questa spada corta (60 cm di lunghezza) è in ottime condizioni ed ha l'elsa decorata con motivi tipici dell'arte vichinga.
La lancia di re Stefano I (come si vede nel ritratto sul Mantello) fu ottenuta dagli Imperatori del Sacro Romano Impero nel 1100.